# Яблоневые (подсемейство)
Я́блоневые (лат. Maloideae, или лат. Pomaceae) — устаревший таксон, ранее рассматривавшийся в качестве подсемейства растений в составе семейства Розовые (Rosaceae) или в ранге самостоятельного семейства в составе порядка Розоцветные (Rosales). Характеризовался плодом, состоящим из пяти капсул (ядер) в мясистом эндокарпии, окружённом тканью стебля, и гаплоидным числом хромосом 17.
По современным представлениям, эта устаревшая группировка близка трибе Pyreae подсемейства Спирейные (Spiraeoideae) семейства Розовые (Rosaceae).
В эту группу относили в основном деревья и кустарники, включая целый ряд важных сельскохозяйственных растений, например, яблоню (Malus), грушу (Pyrus) и боярышник (Crataegus).